# Corrado Casalini
Corrado Casalini (Bologna, 2 novembre 1914 – Bologna, 28 marzo 1993) è stato un calciatore italiano, di ruolo centrocampista.

## Caratteristiche tecniche
Giocava come centromediano.

## Palmarès

### Club

#### Competizioni nazionali
- Serie C: 1

Cuneo: 1941-1942